# Lomographa eximia
Lomographa eximia là một loài bướm đêm trong họ Geometridae.